# Historique des abbés de Parc

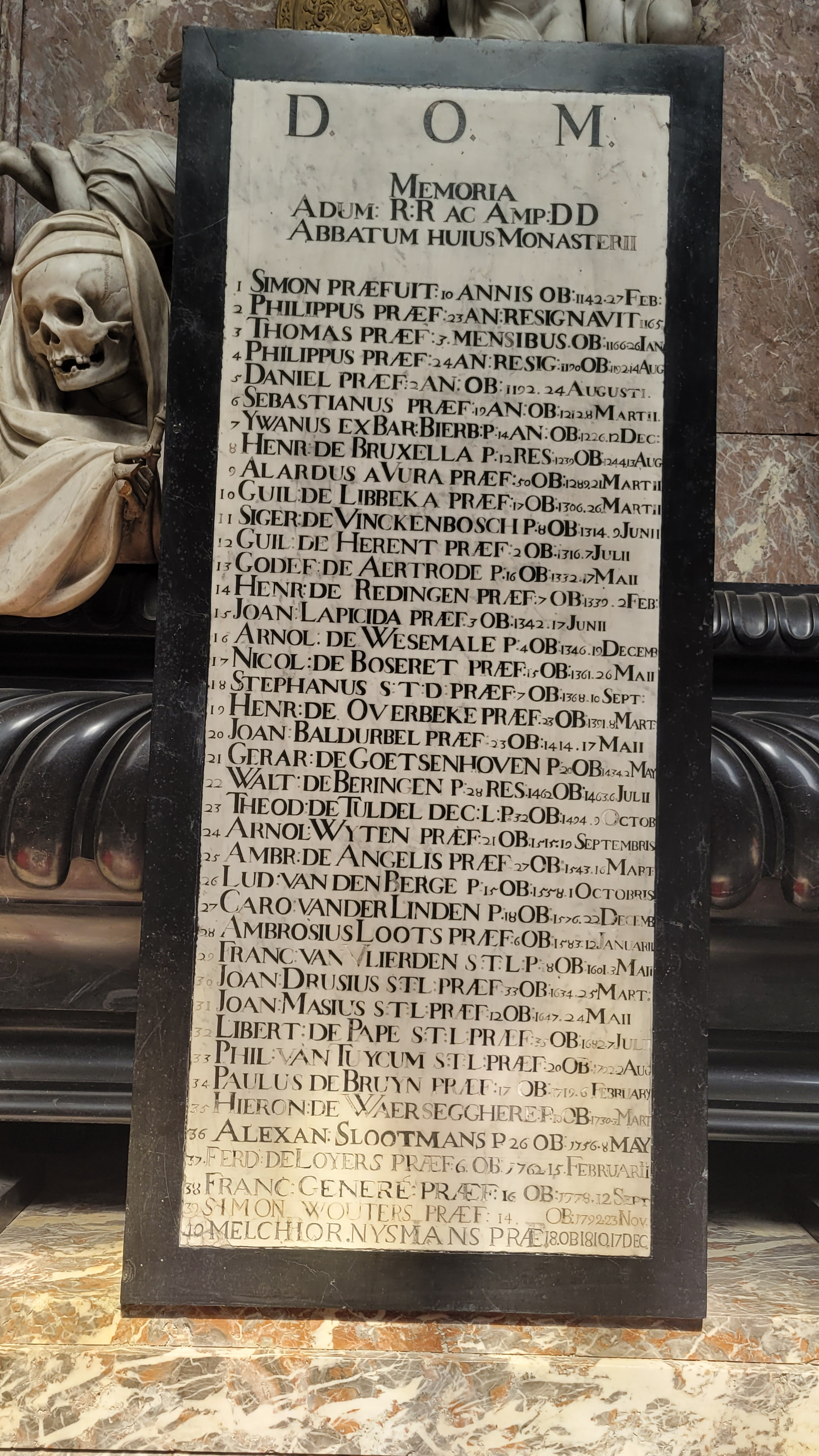
Panneau présent à l'abbaye de Parc indiquant la liste de ses abbés.

L'historique des abbés de Parc est la synthèse de l'implication des abbés dans la destinée de l'abbaye de Parc, fondée en 1129 dans le duché de Brabant et toujours en activité en 2024.
Cette synthèse s'appuie sur les travaux des historiens de l'abbaye, lesquels prennent en compte les chroniques médiévales, les pièces des cartulaires, les chartes et les lettres patentes d'élection ou de nomination des abbés. Il ressort que les prélats et les chanoines de ce monastère brabançon n'ont pas seulement leur place dans l'histoire de la Belgique, mais aussi dans celle des ducs de Brabant, des États provinciaux, de l'université de Louvain, des sciences, des arts, de l'exploitation agricole.

## Préambule

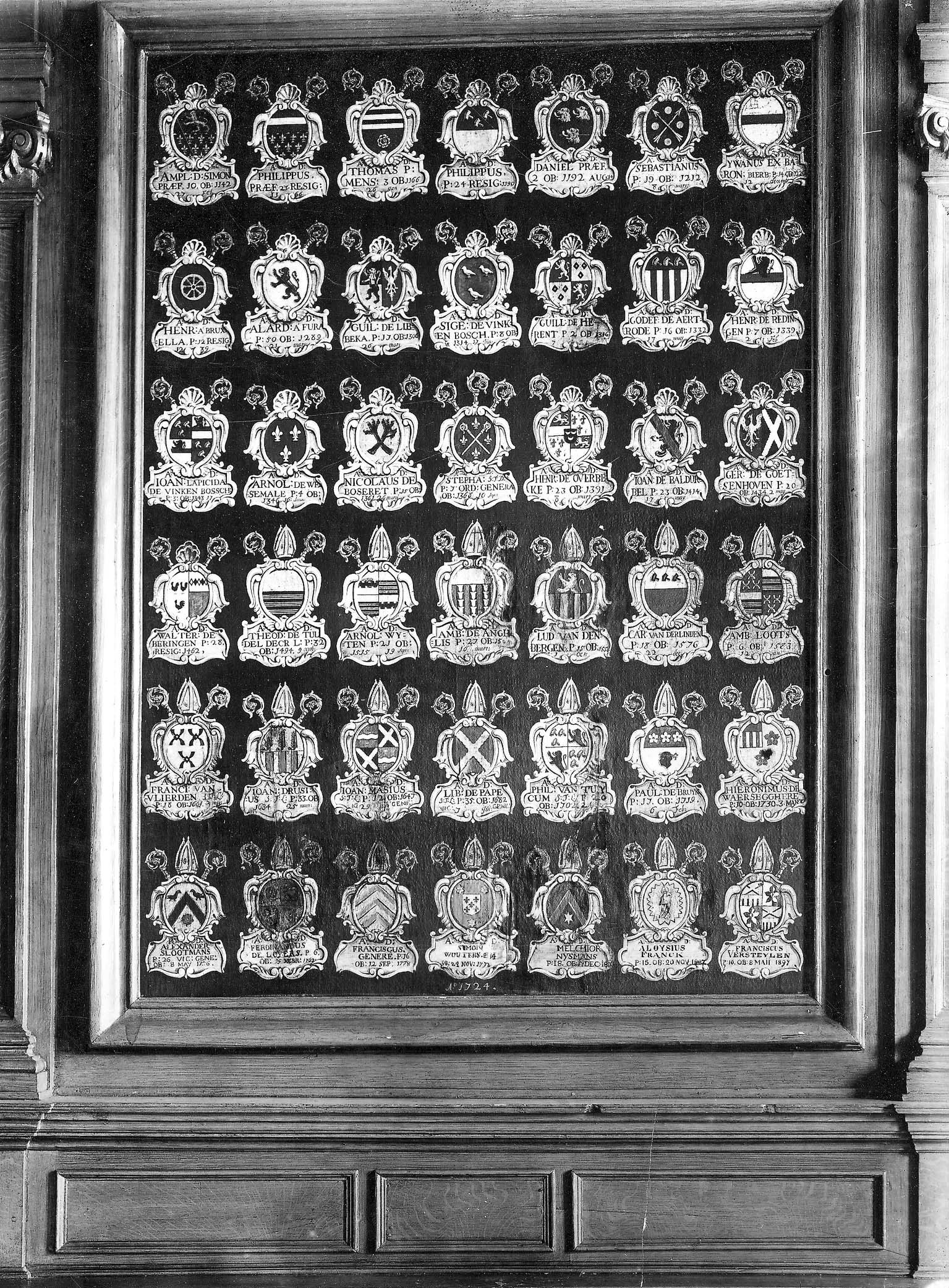
Armes des abbés de Parc (1724).

Dans l'établissement de cet historique, l'auteur J. E. Jansen présente un rôle central. Il s'appuie sur les travaux des historiens de l'abbaye de Parc. Après avoir lu toutes les chroniques, il a utilisé les dates avec prudence, après les avoir comparées avec les pièces des cartulaires, les chartes et les lettres patentes d'élection ou de nomination des abbés.
Selon lui, les meilleurs chronologistes entre les auteurs anciens sont Jean Maes (~1634) et Libert de Pape (~1648), et, entre les modernes sont F. J. Raymaekers (~1858) et R. Van Waefelghem (~1911).
Dans son ouvrage, le chanoine Jansen rappelle les services rendus par l'abbaye de Parc à la patrie : les prélats et les chanoines de ce monastère brabançon n'ont pas seulement leur place dans l'histoire de la Belgique, mais aussi dans celle des ducs de Brabant, des États provinciaux, de l'université de Louvain, des sciences, des arts, de l'exploitation agricole.
Les armes des abbés avec leurs devises sont reprises spécifiquement dans l'armorial des abbés de Parc.

## Historique des abbés

### Constitution de la communauté de Parc (1129-1132)
Gauthier, premier abbé de l'abbaye Saint-Martin de Laon, disciple de saint Norbert et fondateur régulier de l'abbaye de Parc, initie la communauté naissante de cette abbaye aux règles de l'ordre des Prémontrés jusqu'en 1132, date à laquelle il retourne en son abbaye d'origine.

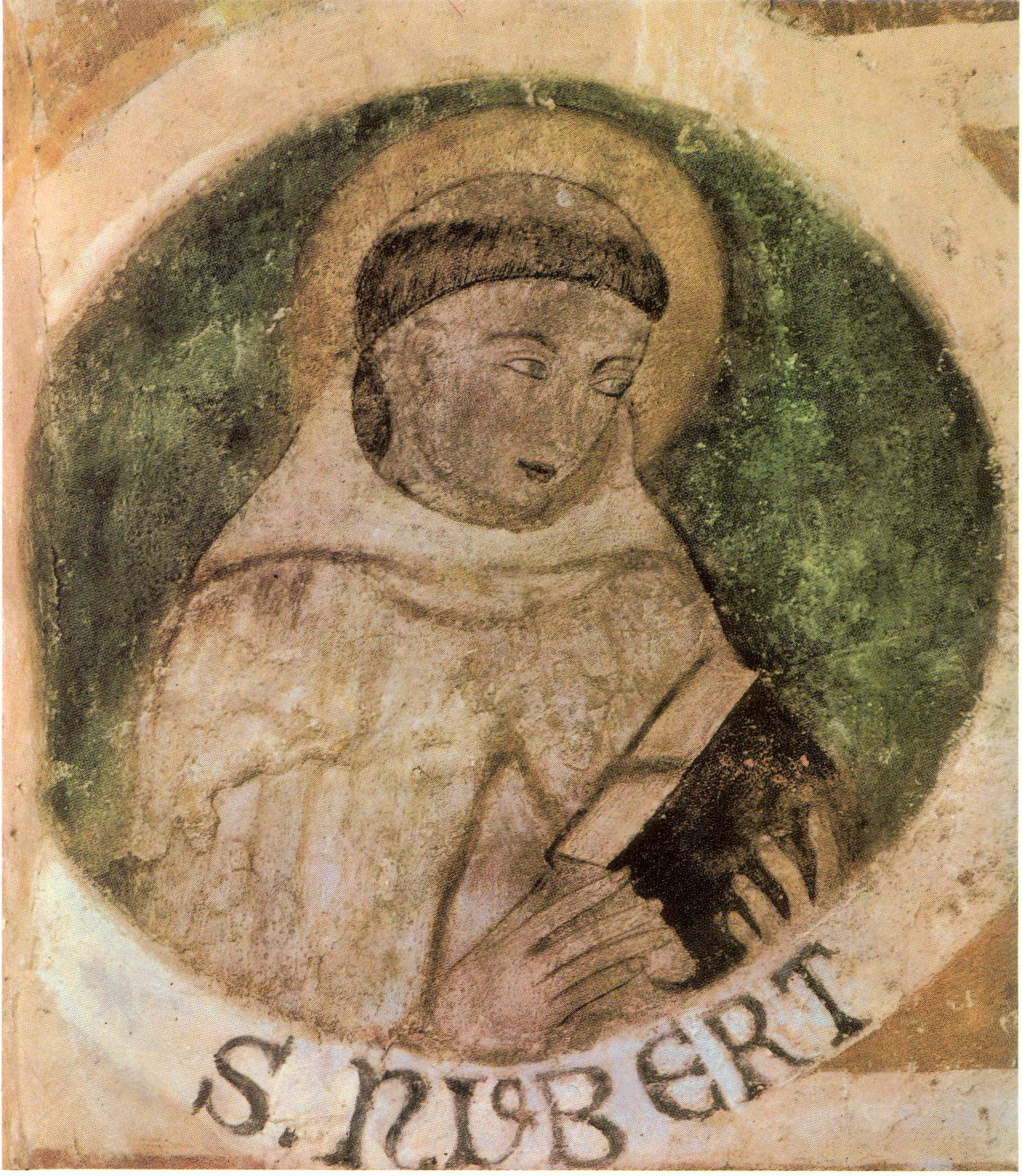
Saint Norbert.
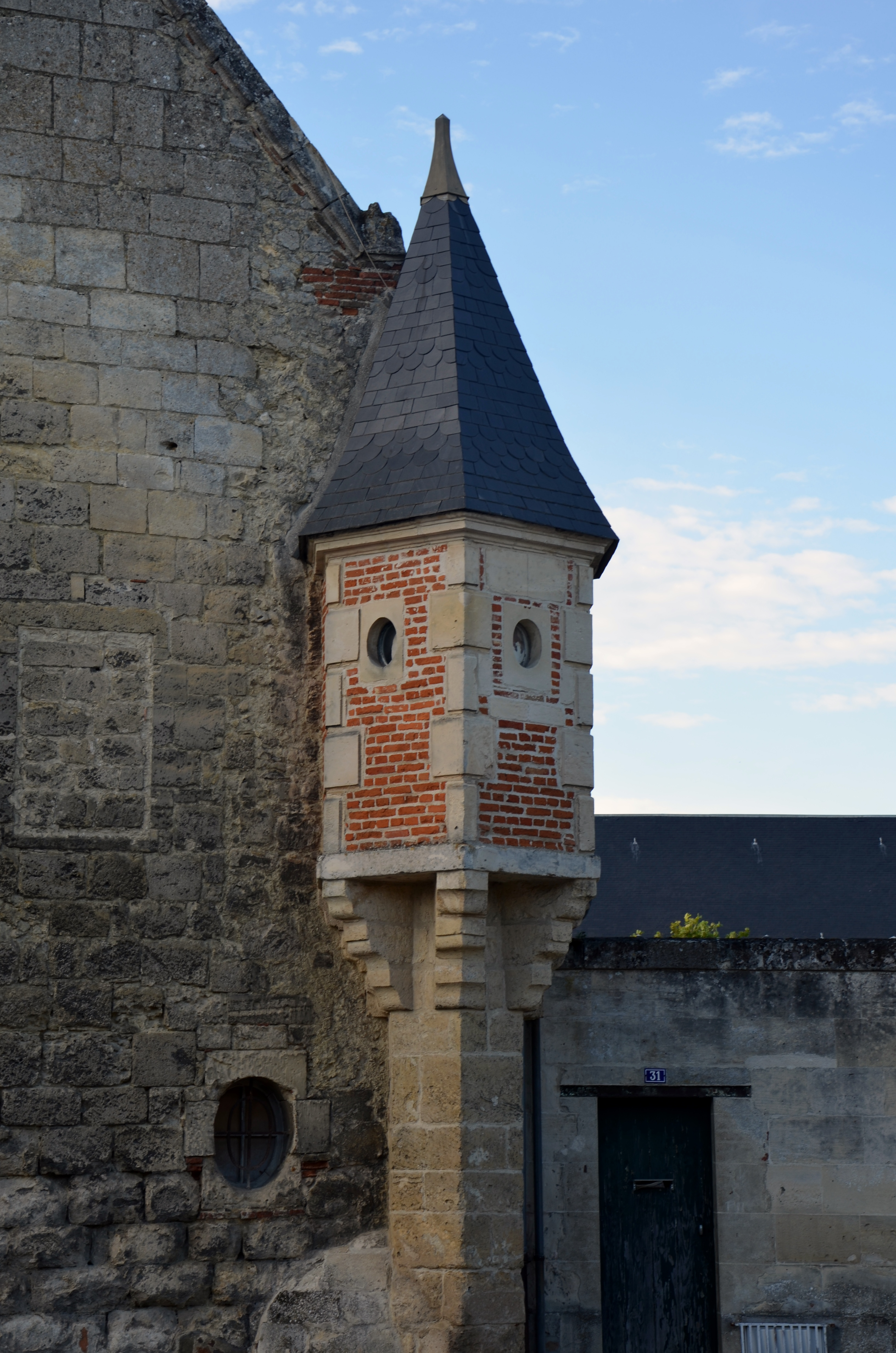
Une tourelle de l'abbaye Saint-Martin de Laon.
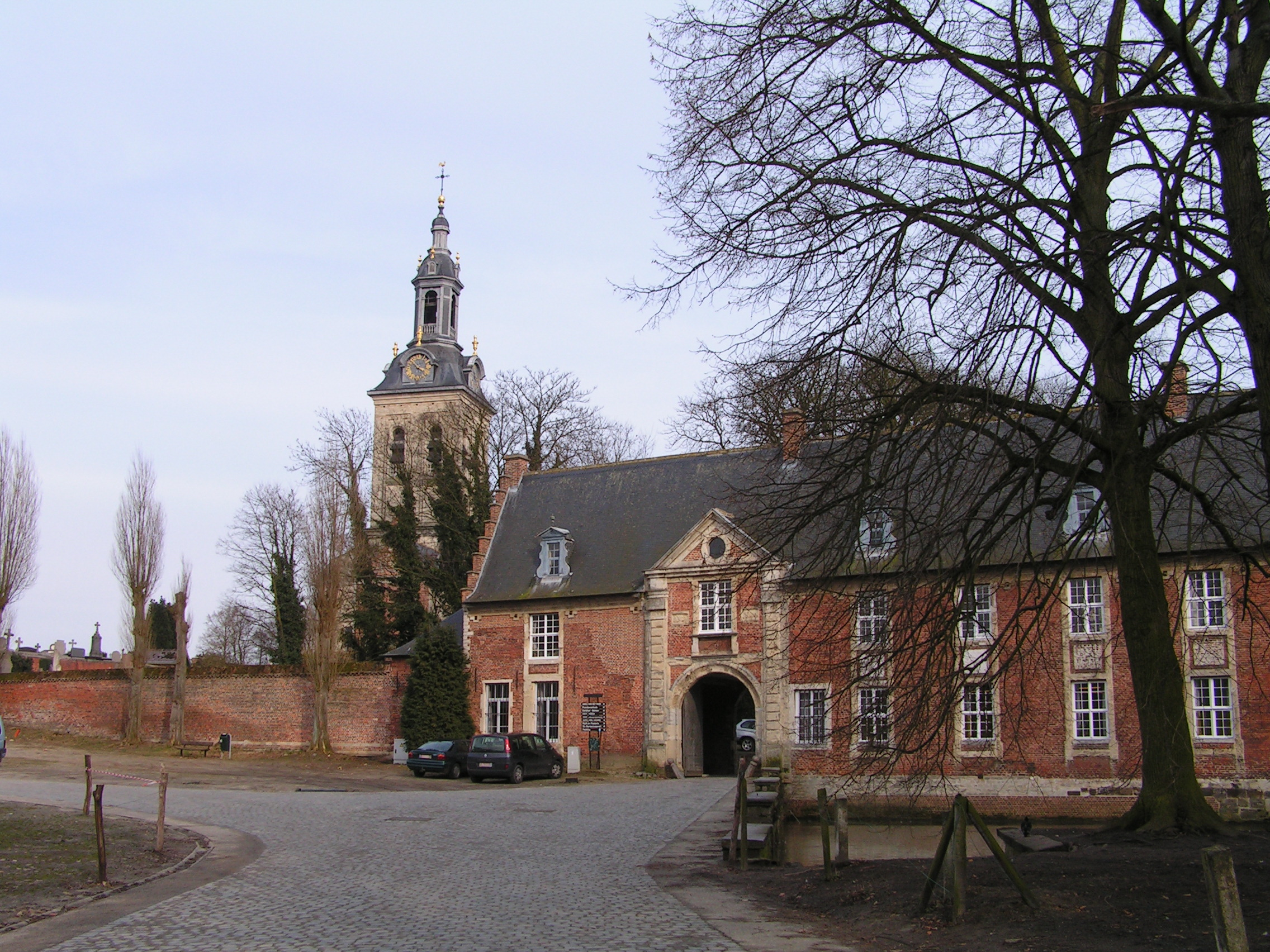
L'abbaye de Parc.
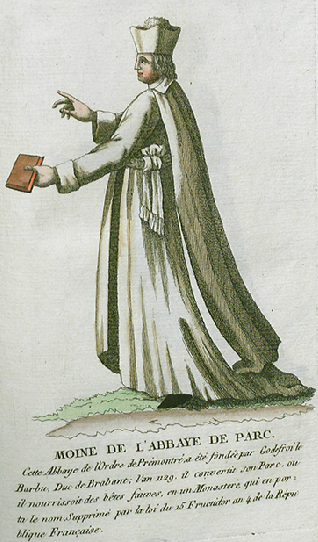
Chanoine de l'abbaye de Parc.

### Administration du 1er au 9e abbé (1132-1212)
- 1er abbé : Simon de Saint-Maurice, 1132 - † 30 mars 1142

C'est avec l'abbé Simon de Saint-Maurice que commence le véritable développement de l'abbaye.
- 2e abbé : Philippe Ier, 1142 - 1166, † 3 octobre 1167

Durant les 23 années passés à administrer l'abbaye de Parc, l'abbé Philippe entretient une correspondance avec la sainte abbesse Hildegarde, la grande mystique de Bingen. Il enrichit son église de nombreuses reliques, a un goût prononcé pour l'étude, fait réaliser beaucoup de manuscrits, développe l'exploitation des terres agricoles et commence le ministère paroissial dans les environs d'Heverlee,,.
- 3e abbé : Thomas, fin 1166 - † 26 janvier 1167

Armoiries : de gueules à la rose boutonnée d'or, au chef d'argent chargé de deux fasces de sable.
Rien de notable sur le plan historique.
- 4e abbé : Renier, 1167 - † 1170

Rien de notable sur le plan historique.
- 5e abbé : Philippe II, 1170 ou 1171 - 1190, † 2 octobre 1192

Armoiries : d'or au chef d'azur chargé de trois haches d'or emmanchées et penchées, rangées 2 et 1.
Rien de notable sur le plan historique.
- 6e abbé : Daniel, 1190 - † 14 août 1192

Du temps de l'abbé Daniel, des misères surgissent, telle la famine qui désole le pays durant cinq ans,. Les religieux de l'abbaye de Parc font un bon emploi des biens reçus par de généreux donateurs, et à une époque où les institutions de bienfaisances sont rares, l'abbaye fait face. La communauté connaît, de plus, des ennuis provenant des propriétés (dîmes, privilèges), les chanoines ayant à défendre leurs droits.
- 7e abbé : Sébastien, 1192 - 1196 (ou 1197), † 8 mars 1212 (L'abbatiat de l'abbé Sébastien est entrecoupé par celui d'Hubert.)

Rien de notable sur le plan historique.
- 8e abbé : Hubert, 1196 ou 1197 - 1198 ou 1201, † 13 décembre

Rien de notable sur le plan historique.
- 9e abbé : Sébastien, 1198 ou 1201 - † 8 mars 1212 (L'abbatiat de l'abbé Sébastien est entrecoupé par celui d'Hubert.)

Rien de notable sur le plan historique.

### Administration du10eau19eabbé (1212-1346)
- 10e abbé : Jean de Bierbeek (Ywannus Bierbacensis), 1212 - † 12 décembre 1226

Durant son abbatiat, Jean de Bierbeek veille à la bonne administration du temporel, et sous sa gestion, les possessions de l'abbaye de Parc s'accroissent notablement. Il développe aussi les engagements des chanoines vers des missions religieuses extérieures à l'abbaye telles que la célébration du service divin à Vaelbeek ou le patronage de l'église de Werchter et ses dépendances à Haecht et Wackerzel,.
- 11e abbé : Henri de Bruxelles (de Bruxella), 1226 - 1239, † 13 août 1244

Durant treize années d'abbatiat, Henri de Bruxelles déploie une grande activité aussi bien dans l'administration temporelle que spirituelle de l'abbaye, faisant notamment achever le nouveau chœur de l'église en une année. Il se montre un diplomate habile, envoyé comme intermédiaire par le duc de Brabant au comte Ferrand de Flandre, pour traiter ainsi avec son ennemi sur le point d'entrer en guerre avec lui,,.
- 12e abbé : Alard de Vuren (Tervueren, Alardus de Vura ou Fura), 1239 - oct 1289, † 21 mars 1290

L'abbé Alard de Vuren est à la tête de l'abbaye durant un demi-siècle, augmentant considérablement les possessions du monastère, avec notamment les dîmes de Lubbeek, Werchter, Haecht, le patronage de l'église d'Archennes et de l'autel de Haecht, le droit de desservir la paroisse de Tervuren, l'acquisition des quatre fameux livres de droit que sont le Décret, le Codex, les décrétales et le Digeste.
- 13e abbé : Guillaume Bodenvlas de Lubbeek (Wilhelmus de Libbeke, Guilielmus Libbecanus), 1289 - † 26 mars 1307

Dans les années 1290, l'abbé Guillaume Bodenvlas de Lubbeek développe avec succès la culture de la vigne. Par ailleurs, il fait construire des refuges à Louvain, Bruxelles, Malines, Nivelles, Tirlemont et Vilvorde pour protéger le cas échéant les religieux des persécutions et mettre à l'abri les trésors de l'abbaye. Il est le premier abbé de Parc à envoyer des religieux suivre les cours de théologie à l'université de Paris. Enfin, pour les nécessiteux, il organise des distributions remarquables de pains et d'autres vivres avec l'aide de généreux donateurs,.
- 14e abbé : Siger Fabri (Sigerus de Vinckenbosch, Sygerus Faber de Vinckenbosch), 1306 - † 17 juin 1314

L'abbé Siger Fabri administre l'abbaye de Parc avec beaucoup de charité alors que des calamités commencent à s'abattre sur le monastère, telle que l'hiver rigoureux de 1304 qui entraîne la disette. Il fait par ailleurs creuser le vaste étang au sud de l'abbaye, à l'endroit où existe alors un marais insalubre.
- 15e abbé : Guillaume Van den Calstre (Willelmus de Calstris, Willelmus de Herent, Guilielmus Herendatensis), 9 juillet 1314 - † 7 juillet 1316

L'abbé Guillaume Van den Calstre est péniblement éprouvé par une pluie dévastatrice qui s'abat durant six mois sur le pays. Les champs sont ravagés, le froment et la nourriture pour les hommes et les animaux manquent, ce qui entraîne une famine puis la peste.
- 16e abbé : Godefroid de Aertrode (Aetrode, Aerode, Godfridus Atrodius), 1316 - † 17 mai 1332

Durant son abbatiat qui a duré seize années, l'abbé Godefroid de Aertrode doit faire face à une époque de pauvreté.
- 17e abbé : Henri de Redinghen (Henricus Radingius), 1332 - † 2 février 1339

L'abbé Henri de Redinghen montre, durant son abbatiat, une dévotion particulière à sainte Barbe, mais il manque d'audace face à l'adversité quand il s'agit de lutter contre la famine, la pauvreté, les maladies et l'aliénation des biens de l'abbaye,.
- 18e abbé : Jean de Steenhouwer (Joannes de Vinckenbosch dictus Lapida Steenhouwers), 1339 - † 17 juin 1342 ou 27 juillet 1342

L'abbé Jean de Steenhouwer est à l'origine de la chapelle Notre-Dame érigée à Lubbeek en 1341, chapelle qui a bénéficié d'une grande dévotion de la part des fidèles.
- 19e abbé : Arnould de Wesemael (Arnoldus Wesemalius, de Wesemale), 1342 - † 19 décembre 1346

Durant son abbatiat, l'abbé Arnould de Wesemael s'attache à ce que son abbaye récupère, en vain, des biens aliénés par autrui, et ce par le truchement du pape Clément VI.

### Administration du20eau29eabbé (1347-1558)
- 20e abbé : Nicolas Boseret (Bosseret, Nicolaus de Nivella), 1347 - † 26 mars 1361

L'abbé Nicolas Boseret reçoit du pape Clément VI, en 1351, une bulle semblable à celle que son prédécesseur a reçue, dirigée contre le doyen de l'abbaye Saint-Michel d'Anvers, cette fois, afin de récupérer des biens perdus, mais il ne va pas, lui non plus, au bout de cette entreprise.
- 21e abbé : Étienne (Stephanus), 1361 - 20 mars 1368, † 10 septembre 1368

L'abbé Étienne administre l'abbaye de Parc entre 1361 et 1368, est ensuite promu 35e Général de l'ordre des Prémontrés, mais meurt la même année avant même d'entrer en fonction à l'abbaye de Prémontré.
- 22e abbé : Henri van Overbeke (Overbeek, Overbecanus), 16 septembre 1368 - † 8 mars 1391

L'abbé Henri van Overbeke s'investit beaucoup dans sa tâche, alors même que les circonstances extérieures lui compliquent son exercice, lors de l'émeute de Louvain de 1379 par exemple. Il acquiert, avec ses deniers propres, une vaste ferme située à Blanden, dont il fait don à la pitance de l'abbaye. Il ose revendiquer par ailleurs auprès du seigneur de Heverlee, les dîmes appartenant au monastère.
- 23e abbé : Jean Balduwel (Baldurbel, Barduwel, Joannes de Namurco, Joannes Baldewel alias de Namurco), 22 mai 1391 - † 17 mai 1414

L'abbé Jean Balduwel obtient les dîmes réclamées par son prédécesseur auprès du seigneur de Heverlee Henri et de son épouse Jacqueline.
- 24e abbé : Gérard van Goetsenhoven (De Goetsenhoven, Gossenhove, de Gossoncourt), 5 juillet 1414 - † 2 mai 1434

L'abbé Gérard van Goetsenhoven se distingue en tant qu'archichapelain des ducs de Brabant, comme dignitaire présent à l'inauguration de  l'Université de Louvain en 1425, ainsi que pour son habileté diplomatique,.
- 25e abbé : Gauthier van Beringen (De Berengariis, de Beringen), 8 mai 1434 - juin 1462, † 6 juillet 1463

L'abbé Gauthier van Beringen initie la reconstruction des cloîtres et du quartier abbatial, renouvelle quelques vitraux de l'église, entreprend la création d'un vaste étang aux abords du monastère,. Il développe d'autre part la bibliothèque de l'abbaye. Sur le plan spirituel, il rencontre des difficultés pour ramener la ferveur primitive de l'établissement prémontré, puis décide de démissionner.
- 26e abbé : Thierry van Tuldel (De Thulden, Tuldellus), 5 juillet 1462 - † 9 octobre 1494

L'abbé Thierry van Tuldel continue l'œuvre de son prédécesseur en agissant pour le redressement moral de l'ordre des Prémontrés,. Il ne se contente pas d'éloigner les commendes des abbayes norbertines, mais souhaite apporter certaines réformes aux Statuts de l'ordre,.
- 27e abbé : Arnold Wyten (Witenus), octobre 1494 - † 19 septembre 1515

L'abbé Arnold Wyten poursuit les démarches de son prédécesseur pour remettre davantage de morale au sein de l'ordre des Prémontrés, en dénonçant pour cela les commendes et en travaillant fortement à la réforme des Statuts. Le pape Jules II rédige après coup une bulle qui se trouve en tête des nouveaux Statuts.
- 28e abbé : Ambroise van Engelen (Ab Angelis), septembre 1515 - † 16 mars 1543

L'abbé Ambroise van Engelen est le conseiller à la cour de Charles Quint et favorablement écouté. Il parvient, en 1515, avec l'assentiment du pape Léon X, que nul ne puisse être nommé abbé sans le consentement de l'Empereur, ce qui éloigne ainsi les nominations étrangères aux communautés de base. Il défend en cela les élections abbatiales.
- 29e abbé : Louis Van den Berghe (Montanus, de Monte), 27 avril 1543 - † 1er octobre 1558

L'abbé Louis Van den Berghe transforme, dans les années 1540, les refuges de l'abbaye de Parc à Bruxelles et à Nivelles, fait agrandir le quartier abbatial, l'entoure d'une clôture, embellit l'abbatiale de tapisseries, de stalles en bois, renouvelle l'horloge de la tour et le carillon,. Il met un terme au principe de division entre les biens abbatiaux et conventuels. Il est un ami intime de l'empereur Charles Quint et conseiller à sa cour,. Il a des relations avec toutes les institutions ecclésiastiques du brabant, les représentant notamment aux États généraux des Pays-Bas espagnols à Bruxelles. En 1551, il devient receveur général pour financer les députés des Pays-Bas espagnols au concile de Trente,.

### Administration du30eau39eabbé (1558-1756)
- 30e abbé : Charles Van der Linden (Lyndanus), 21 novembre 1558 - † 22 décembre 1576

L'abbé Charles Van der Linden fait réaliser notoirement des travaux d'architecture, d'orfèvrerie et de décoration,,. Il est receveur général des contributions ecclésiastiques pour l'entretien des théologiens des pays par deçà. Il fait en sorte que l'abbaye de Parc échappe à l'incorporation et n'ait pas d'évêque à sa tête. Sur le plan politique, il est membre des États de Brabant, s'opposant notamment au prince d'Orange et défendant le rétablissement de l'ordre dans le pays, même si cela passe par la prodigalité espagnole,. Il est conseiller à la cour de Philippe II d'Espagne et bien écouté, par exemple quand il s'agit de faire suspendre l'impôt exigé par le duc d'Albe,. Il est considéré comme un ardent patriote, l'abbaye de Parc lui étant redevable d'avoir échappé au vandalisme des iconoclastes.
- 31e abbé : Ambroise Loots, 19 février 1577 - † 17 janvier 1583

L'abbé Ambroise Loots est l'artisan de la canonisation du fondateur de l'ordre des Prémontrés Norbert de Xanten en 1582. Comme son prédécesseur, il n'admet pas les troubles causés par des bandes qui ravagent le pays et rôdent autour de l'abbaye. Quand est nommé Guillaume Ier d'Orange-Nassau comme gouverneur du duché du Brabant en 1577, il se retire à Liège puis à Namur pour ne pas cautionner les actions d'une assemblée dont il ne partage pas les points de vue,. Face à la menace, la communauté quitte son couvent pour se réfugier à Louvain durant huit ans.
- 32e abbé : François van Vlierden, 9 mars 1583 - † 3 mai 1601

L'abbé François van Vlierden est confronté à une période de grande pauvreté à l'abbaye de Parc, mais il tient à œuvrer à la réorganisation de plusieurs autres abbayes, en particulier à Anvers, Grimbergen, Averbode et Ninove, refusant aussi la promotion à deux évêques. Sur le plan politique, à la suite de la délivrance de Bruxelles par Alexandre Farnèse en 1585, il est chargé de la comptabilité des dettes du pays, lequel a soutenu l'effort de guerre de l'armée. Cette période correspond aussi à la fin d'un exil de huit années pour la communauté de Parc.
- 33e abbé : Jean Druys (Drusius), 8 juin 1601 - † 25 mars 1634

L'abbé Jean Druys bouleverse complètement l'ancienne abbatiale et enlève un grand nombre de monuments romans et gothiques qui y figurent. Mais il se distingue aussi par le relèvement de son abbaye et malgré la pauvreté ambiante, par l'amitié des archiduc et archiduchesse Albert et Isabelle dont il est le conseiller, par les visites des Universités de Louvain et de Douai, par l'intervention concernant l'ordre interne dans un grand nombre de monastères norbertins en tant que vicaire général et visiteur, et par la publication de nouveaux Statuts et du livre cérémonial de l'ordre des Prémontrés.
- 34e abbé : Jean Maes (Masius, Herenmaes), Avril 1634 - † 24 mai 1647

Dès 1619, Jean Maes travaille avec son abbé Jean Druys sur les nouveaux Statuts ainsi que sur l'Ordinaire,. En 1635, peu de temps après que l'abbé Jean Maes soit sacré par l'archevêque Jacobus Boonen, l'armée gallo-batave se jette sur le sol du Brabant. Dès le retour de la communauté de son refuge à Louvain, l'abbé entreprend des travaux de reconstruction. Il marque son mandat en faisant travailler beaucoup d'artistes,. Il fait appel aux meilleurs professeurs de l'époque pour permettre l'étude des sciences sacrées par ses religieux. Il figure aussi parmi les principaux donateurs de la bibliothèque de l'Université de Louvain. Il trace un parcours brillant sur le plan politique, conseiller de Jacobus Boonen notamment, qui désirait l'avoir comme successeur à l'archevêché de Malines. Une terrible peste ravage la contrée et emporte, en moins de deux ans de mandat, onze chanoines de l'abbaye.
- 35e abbé : Libert de Pape, 1648 - † 7 juillet 1682

L'abbé Libert de Pape rationalise l'administratif de l'abbaye, en compulsant tous les documents existants et en faisant travailler les copistes durant sept ans, publiant une chronologie de l'abbaye et créant une bibliothèque. Il encourage les belles-lettres et les beaux-arts, intervenant en mécène,,. Il mène à bien différents travaux architecturaux, sur le dortoir, la façade sud, la ferme de l'abbaye, le refuge de Louvain, les églises d'Archennes et de Werchter, des chapelles à Blanden et à Notre-Dame-au-Bois. Sur le plan religieux, après les troubles du XVIe siècle, il peut pontifier en grande pompe comme archichapelain devant des sommités et même chanter lors d'obsèques. Plusieurs fois, il est pressenti pour occuper des fonctions importantes dans la hiérarchie catholique, mais est resté au sein de son ordre,. Sur le plan politique, il est notamment diplomate en direction de l'Allemagne et de la France.
- 36e abbé : Philippe van Tuycom, 3 août 1682 - † 2 août 1702

L'abbé Philippe van Tuycom accorde aux études une place plus importante que ses prédécesseurs parce que le climat extérieur est plus calme. Il permet à huit de ses religieux d'être promus au grade de licencié en théologie. Pour autant, cette période ne rencontre pas un grand essor intellectuel non plus, car les guerres de Louis XIV et le séjour du roi d'Angleterre Guillaume III de sept semaines sont préoccupantes.
- 37e abbé : Paul de Bruyn, 22 août 1702 - † 6 février 1719

L'abbé Paul de Bruyn fait bâtir la chapelle de Vickenbosch et les églises de Corbeek-Loo et de Lubbeek. Sur le plan ecclésiastique, pour ne laisser aucune ambiguïté sur l'opposition au Jansénisme, il envoie en 1718 une lettre rappelant son attachement à la doctrine à l'archevêque de Malines, ce dernier étant en phase avec le décret du Souverain pontife Clément XI.
- 38e abbé : Jérôme de Waerseghere, 28 mai 1719 - † 3 mars 1730

L'abbé Jérôme de Waerseghere se révèle être un entrepreneur remarquable, reconstruisant complètement le quartier abbatial et transformant l'église. Le style de l'abbatiale est en effet modifié selon le goût de l'époque, l'ancien temple roman devenant une église néo-romaine. En 1729 et 1730 est construit par ailleurs la tour carrée de l'église.
- 39e abbé : Alexandre Slootmans, mars 1730 - † 8 mai 1756

L'abbé Alexandre Slootmans achève un nombre important d'objets d'art en bois dans l'abbatiale, au chapitre et dans le cloître. Cela étant, les campagnes de Louis XV, qui séjourne à l'abbaye de Parc avec le maréchal de Saxe une douzaine de jours, en 1746, ont quelque peu troublé la vie intérieure du monastère.

### Administration du40eau43eabbé (1756-1810)
- 40e abbé : Ferdinand de Loyers, 30 juin 1756 - † 15 février 1762

Sous l'administration de l'abbé Ferdinand de Loyers, la paroisse de Heverlee est desservie par les chanoines de l'abbaye de Parc. Par ailleurs, vers 1756-1757, ce prélat bâtit le presbytère de la petite paroisse de Hauwaert.
- 41e abbé : François Generé, 3 juin 1762 - † 28 avril 1778 ou 12 septembre 1778

L'abbé François Generé fait reconstruire l'église Saint-Denis de la petite paroisse de Hauwaert. Par ailleurs, il met à l'honneur les œuvres du peintre Pierre-Joseph Verhagen, notamment dans l'abbatiale, en décidant d'y orner le chœur avec quatre de ses tableaux représentant des scènes du nouveau Testament.
- 42e abbé : Simon Wouters, 1778 - † 23 novembre 1792 ou 24 novembre 1792

L'abbé Simon Wouters endure les tracasseries de Joseph II et il refuse de se soumettre aux décrets despotiques de l'empereur, cette résistance entraînant la suppression du monastère,. Tous les biens sont confisqués et remis à un administrateur spécial,. L'argenterie de l'église et du couvent est alors confiée aux commissaires de la monnaie pour être convertie en lingot,. Le renversement du gouvernement de Joseph II par la révolution brabançonne permet aux religieux de regagner leur abbaye, retour effectué en grande pompe, l'église, le cloître et les avenues étant richement décorées,.
- 43e abbé : Melchior Nysmans, 1793 - † 17 décembre 1810

Sous la prélature de l'abbé Melchior Nysmans, en 1796, les ordres religieux sont supprimés en Belgique. En 1797, les chanoines sont expulsés de leur monastère, l'argenterie et les livres sont confisqués, un notaire de Louvain procède à la vente publique des meubles de l'église. L'abbaye elle-même est vendue. Abandonnant donc leur abbaye du fait de la Révolution française, ils y reviennent en 1802. Melchior Nysmans meurt en 1810 et il est le dernier abbé de l'ancien Régime. Mais la Constitution Belge consacrant la liberté d'expression, les religieux survivants commencent en 1836 une nouvelle histoire pour l'abbaye de Parc, avec la restauration du monastère et l'installation d'un supérieur à sa tête.

### Période transitoire avec l'administration par des supérieurs (1836-1868)
Ces supérieurs ne sont pas à proprement parler des abbés. 

### Administration du44eau46eabbé (1868-1936)
- 44e abbé : Alois Jacques Franck, 7 octobre 1868 - † 26 novembre 1887

En 1872, le pape Pie IX rétablissant la dignité abbatiale à l'abbaye de Parc, le nouvel abbé Alois Jacques Franck est béni à l'abbaye de Grimbergen par le nonce apostolique (en) Giacomo Cattani, devenant ainsi, dès 1872, le premier abbé mitré après la restauration de l'abbaye. Durant son mandat, il s'applique surtout à faire régner la discipline religieuse.
- 45e abbé : François de Paule Adrien Versteylen, 6 décembre 1887 - † 8 mai 1897

L'abbé François de Paule Adrien Versteylen s'attache surtout à renforcer la discipline, la charité et les études dans son abbaye. Il veut d'autre part rendre à son abbaye son rayonnement d'antan et fait faire pour cela un plan d'ensemble de tous les bâtiments afin de les restaurer dans leur état de construction primitive, mais il meurt avant l'exécution de ce plan. Il est malgré tout un abbé actif et par exemple étend le champ d'action de ses religieux à une mission au Brésil.
- 46e abbé : Quirin Gilles Nols, 20 mai 1897 - † 1936

L'abbaye est en plein développement lorsque la guerre de 1914 commence. Une fois la guerre terminée, les religieux peuvent reprendre leurs exercices journaliers. Les prêtres s'en vont notamment de nouveau à l'extérieur rendre service aux curés et porter la parole de l'Évangile au peuple des campagnes. Pendant le reste de son mandat, l'abbé Quirin Gilles Nols étend la mission au Brésil entreprise par son prédécesseur puisqu'un prieuré est créé.

## Fonctions et diplômes des abbés
| Nom de l'abbé                                               | Fonctions religieuses | Fonctions laïques                                                                     | Diplômes universitaires |
| ----------------------------------------------------------- | --- | ------------------------------------------------------------------------------------- | --- |
| Henri de Bruxelles 11e abbé de 1212 à 1239                  | --- | * Diplomate étant intervenu entre le duc de Brabant et le comte de Flandre            | --- |
| Siger Fabri 14e abbé de 1306 à 1314                         | --- | ---                                                                                   | * Maître-ès-arts |
| Étienne 21e abbé de 1361 à 1368                             | * 35e général de l'ordre norbertin | ---                                                                                   | --- |
| Gérard van Goetsenhoven 24e abbé de 1414 à 1434             | * Archichapelain des ducs de Brabant | * Chargé de missions diplomatiques                                                    | --- |
| Gauthier van Beringen 25e abbé de 1434 à 1462               | * Archichapelain des ducs de Brabant | ---                                                                                   | * Bachelier en théologie de l'Université de Paris |
| Thierry van Tuldel 26e abbé de 1462 à 1494                  | * Archichapelain des ducs de Brabant * Procureur général de l'ordre à Rome | * Conseiller de Maximilien d'Autriche * Diplomate                                     | * Licencié en droit de l'Université de Paris |
| Arnold Wyten 27e abbé de 1494 à 1515                        | * Archichapelain des ducs de Brabant * Visiteur apostolique pour la province de Frise | ---                                                                                   | --- |
| Ambroise van Engelen 28e abbé de 1515 à 1543                | * Archichapelain des ducs de Brabant * Vicaire général des provinces de Brabant et de Westphalie | * Conseiller à la cour de Charles Quint                                               | --- |
| Louis Van den Berghe 29e abbé de 1543 à 1558                | * Archichapelain des ducs de Brabant * Receveur général des contributions ecclésiastiques, en Brabant, pour l'entretien des théologiens néerlandais au concile de Trente * Député à Bruxelles représentant l'État ecclésiastique de Brabant                                     | * Conseiller à la cour de Charles Quint                                               | --- |
| Charles Van der Linden 30e abbé de 1558 à 1576              | * Archichapelain des ducs de Brabant * Receveur général des contributions ecclésiastiques pour l'entretien des théologiens des pays par deçà au concile de Trente | * Membre des États de Brabant * Conseiller à la cour de Philippe II d'Espagne         | * Bachelier en théologie |
| Ambroise Loots 31e abbé de 1577 à 1583                      | * Archichapelain des ducs de Brabant * Promoteur de la canonisation de Norbert de Xanten | ---                                                                                   | * Bachelier en théologie |
| François van Vlierden 32e abbé de 1583 à 1601               | * Archichapelain des ducs de Brabant * Vicaire général et visiteur apostolique des circaries de Brabant et de Frise * Visiteur apostolique et conservateur des statuts du chapitre Saint-Pierre à Louvain                                                                       | ---                                                                                   | * Licencié en théologie |
| Jean Druys 33e abbé de 1601 à 1634                          | * Archichapelain des ducs de Brabant * Vicaire général de l'ordre pour les circaries de Brabant et de Frise * Visiteur de l'Université de Louvain et de l'Université de Douai * Inspecteur et intendant du couvent des Célestins d'Heverlee * Visiteur de la circarie d'Espagne | * Député aux États de Brabant * Conseiller des archiducs d'Autriche                   | * Licencié en théologie |
| Jean Maes 34e abbé de 1634 à 1647                           | * Archichapelain des ducs de Brabant * Vicaire général de l'ordre pour les circaries de Brabant et de Frise * Juge synodal de l'archevêché de Malines * Visiteur de l'Université de Louvain                                                                                     | * Député aux États de Brabant * Conseiller de l'archevêque Jacobus Boonen             | * Licencié en théologie |
| Libert de Pape 35e abbé de 1648 à 1682                      | * Archichapelain des ducs de Brabant * Vicaire général des circaries de Brabant et de Frise * Juge synodal de l'archevêché de Malines * Visiteur de l'Université de Louvain | * Député des États de Brabant * Diplomate en direction de l'Allemagne et de la France | * Licencié en théologie |
| Philippe van Tuycom 36e abbé de 1682 à 1702                 | * Archichapelain des ducs de Brabant * Juge synodal de l'archevêché de Malines | * Député aux États de Brabant                                                         | * Licencié en théologie |
| Paul de Bruyn 37e abbé de 1702 à 1719                       | * Archichapelain des ducs de Brabant * Juge synodal de l'archevêché de Malines | ---                                                                                   | --- |
| Jérôme de Waerseghere 38e abbé de 1719 à 1730               | * Archichapelain des ducs de Brabant | ---                                                                                   | * Bachelier en théologie |
| Alexandre Slootmans 39e abbé de 1730 à 1756                 | * Archichapelain des ducs de Brabant * Juge synodal de l'archevêché de Malines * Visiteur de la circarie de Brabant * Vicaire général pour le Brabant et la Frise | * Député aux États de Brabant                                                         | * Bachelier en théologie |
| Ferdinand de Loyers 40e abbé de 1756 à 1762                 | * Archichapelain des ducs de Brabant | ---                                                                                   | * Licencié en théologie |
| François Generé 41e abbé de 1762 à 1778                     | * Archichapelain des ducs de Brabant | * Assesseur perpétuel et membre des États de Brabant                                  | * Licencié en théologie |
| Simon Wouters 42e abbé de 1778 à 1792                       | * Archichapelain des ducs de Brabant * Visiteur et premier consulteur de la province belge | * Assesseur et membre des États de Brabant                                            | * Bachelier en théologie |
| Melchior Nysmans 43e abbé de 1793 à 1810                    | * Archichapelain des ducs de Brabant | * Membre perpétuel aux États de Brabant                                               | --- |
| Alois Jacques Franck 44e abbé de 1868 à 1887                | * Vicaire général | ---                                                                                   | --- |
| François de Paule Adrien Versteylen 45e abbé de 1887 à 1897 | * Fondateur d'une congrégation du Tiers-ordre de saint Norbert à Anvers | ---                                                                                   | --- |
| Quirin Gilles Nols 46e abbé de 1897 à 1936                  | * Visiteur du chapitre général | ---                                                                                   | * Docteur en théologie de Université de Louvain * Chevalier de l'ordre de Léopold * Décoré de la médaille du Roi Albert * Décoration spéciale de Sao Paulo |

Vocabulaire religieux :
- Archichapelain : titre donné au prêtre attaché au service des grands aristocrates que furent les ducs ou duchesses de Brabant.
- Assesseur : membre siégeant au côté d'un député.
- Circarie : territoire sur lequel un religieux prémontré a la charge d'y inspecter les abbayes.
- Juge synodal de l'archevêché de Malines : juge des assemblées délibératives d'ecclésiastiques dans le cadre de l'archidiocèse de Malines-Bruxelles.
- Procureur général : fonction de l'ordre des chanoines réguliers de Prémontré équivalent à un magistrat dirigeant les poursuites ou l'accusation publique.
- Visiteur : religieux chargé d'aller inspecter les maisons du même ordre, dans une même province, ce qui correspond à un groupe de maisons.
- Visiteur apostolique : envoyé pontifical du Saint-Siège auprès d'une organisation catholique canoniquement reconnue rencontrant de graves difficultés, l'équivalent d’un inspecteur.
- Vicaire général : religieux de substitution ou de suppléance d'un supérieur général d'un ordre religieux, avec les mêmes fonctions.

Autres définitions récurrentes :
- Ducs de Brabant : le duché de Brabant ayant un duc ou une duchesse à sa tête, consulter la liste des ducs et duchesses de Brabant.
- Université de Louvain : grand centre culturel et de transmission du savoir dans les Pays-Bas du Sud, de sa fondation en 1425 à sa suppression en 1797.
- Université de Paris : il s'agit de l'ancienne université médiévale apparue dès le milieu du XIIe siècle et supprimée en 1793.